# Daniel Platzman
Daniel James Platzman (Atlanta, 28 september 1986) is een Amerikaans muzikant, songwriter en producer. Hij was de drummer van de poprockband Imagine Dragons.

## Biografie
Platzman werd geboren op 28 september 1986 in Atlanta, Georgia. Hij studeerde aan het Berklee School of Music, waar hij een graad behaalde in de compositie van soundtracks. Tijdens zijn studie speelde Platzman op een Berklee Jazz Orchestraconcert, het Outreach Urban Jazz Orchestra en Berklee Rainbow's Big Band, en ontving de Vic Firth Musicianship Award en de Rendish Michael Award bij Film Scoring, Berklee School of Music. Hij speelt ook gitaar met de toekomstige bandleden van Imagine Dragons, Wayne Sermon en Ben McKee.
In 2011 werd hij uitgenodigd door Ben McKee en Wayne Sermon om zich aan te sluiten bij het in Las Vegas gevestigde Imagine Dragons. McKee trok zich van zijn laatste semester bij Berklee terug om zich bij de band aan te sluiten en Platzman werd uitgenodigd om drums te spelen, waarmee hij de line-up afrondde. De band won verschillende lokale prijzen, dit stuurde de band met een positiever traject. In november 2011 tekende hij bij Interscope Records en begon hij samen te werken met producer Alex da Kid. In 2012 brachten ze hun debuutalbum Night Visions uit.

## Discografie
| Jaar | Titel               | Opmerkingen             |
| ---- | ------------------- | ----------------------- |
| 2012 | Pun and Games Vol 1 | Daniel Platzman Quintet |
| 2015 | Pun and Games Vol 2 | Daniel Platzman Quintet |

## Filmografie
| Jaar | Titel                     | Rol                 | Opmerkingen    |
| ---- | ------------------------- | ------------------- | -------------- |
| 2015 | Project Almanac           | Als Imagine Dragons |                |
| 2015 | The Muppets               | Als Imagine Dragons | Televisieserie |
| 2018 | Ralph Breaks the Internet | Zichzelf (stem)     |                |